# Al-Gharafa Sports Club
Der al Gharafa Sports Club (arabisch نادي الغرافة الرياضي, DMG Nādī l-Ġarāfa ar-riyāḍī) ist ein Fußballverein aus Doha in Katar, der gegenwärtig der höchsten Liga des Landes, der Qatar Stars League, angehört. Der Zweitplatzierte der vergangenen Meisterschaftssaison trägt seine Heimspiele im al-Gharafa Stadium aus.

## Vereinsgeschichte
Der Verein wurde 1979 als al-Ittihad gegründet und gewann drei Meistertitel unter diesem Namen. Mit der gegenwärtigen Namensgebung (seit 2004) gewann der Verein vier weitere Meisterschaften. Des Weiteren gewann der Verein siebenmal den nationalen Pokal, den Emir of Qatar Cup; zuletzt 2009 (zugleich das Double).
Der Verein nahm mehrmals an den Kontinentalwettbewerben der AFC teil und erzielte mit dem  Einzug in das Viertelfinale 1997/98 im Pokal der Pokalsieger Asiens sein bestes Ergebnis.
Im Juni 2009 verpflichtete der Verein Juninho. Er wechselte von Olympique Lyon zu al-Gharafa, für den er einen Zweijahresvertrag unterschrieb. Zur Saison 2011/12 wechselte dann der 37-jährige Brasilianer Zé Roberto zum Verein.

## Erfolge
- Meister 1992, 1998, 2002, 2005, 2008, 2009, 2010[3]
- Pokalsieger 1994/95, 1995/96, 1996/97, 1997/98, 2001/02, 2008/09, 2011/12, 2025

## Platzierungen
als al-Ittihad (unvollständig)
| Saison   | 1985 | 1992 | 1996 | 1997 | 1998 | 1999 | 2000 | 2001 | 2002 | 2003 | 2004 |
| -------- | ---- | ---- | ---- | ---- | ---- | ---- | ---- | ---- | ---- | ---- | ---- |
| Liga     | 1    | 1    | 1    | 1    | 1    | 1    | 1    | 1    | 1    | 1    | 1    |
| Position | 7    | 1    | 5    | 3    | 1    | 2    | 4    | 5    | 1    | 4    | 6    |

als al-Gharafa Sports Club
| Saison   | 2005 | 2006 | 2007 | 2008 | 2009 | 2010 | 2011 | 2012 | 2013 | 2014 | 2015 | 2016 | 2017 | 2018 | 2019 | 2020 | 2021 |
| -------- | ---- | ---- | ---- | ---- | ---- | ---- | ---- | ---- | ---- | ---- | ---- | ---- | ---- | ---- | ---- | ---- | ---- |
| Liga     | 1    | 1    | 1    | 1    | 1    | 1    | 1    | 1    | 1    | 1    | 1    | 1    | 1    | 1    | 1    | 1    | 1    |
| Position | 1    | 6    | 2    | 1    | 1    | 1    | 2    | 6    | 6    | 9    | 7    | 9    | 5    | 4    | 8    | 4    | 4    |

## Kader 2024/25
Stand: 8. Juli 2024
| Nr. |                   | Position | Name              |
| --- | ----------------- | -------- | ----------------- |
| 1   | Katar             | TW       | Yousef Hassan     |
| 2   | Katar             | AB       | Abdallah Yousif   |
| 4   | Katar             | MF       | Nasser Al-Ahrak   |
| 5   | Katar             | AB       | Mostafa Essam     |
| 6   | Katar             | MF       | Abdollah Ali Saei |
| 7   | Katar             | ST       | Amro Surag        |
| 8   | Algerien          | ST       | Yacine Brahimi    |
| 9   | Katar             | ST       | Ahmed Al-Ganehi   |
| 11  | Katar             | ST       | Othman Alawi      |
| 12  | Palästina (Staat) | TW       | Hamad Kahiout     |
| 13  | Katar             | ST       | Ahmed Alaaeldin   |
| 15  | Katar             | AB       | Dame Traoré       |
| 16  | Agypten           | AB       | Youssef Houssam   |
| 17  | Katar             | ST       | Jassim Al-Zarra   |
| 18  | Katar             | TW       | Khalifa N'Diaye   |
| 20  | Korea Sud         | AB       | Jang Hyun-soo     |

| Nr. |          | Position | Name                 |
| --- | -------- | -------- | -------------------- |
| 24  | Katar    | AB       | Homam Al-Amin        |
| 25  | Katar    | MF       | Ibrahim Tamer        |
| 29  | Uruguay  | MF       | Fabricio Díaz        |
| 30  | Katar    | MF       | Nasser Al-Enazi      |
| 31  | Tunesien | MF       | Ferjani Sassi        |
| 33  | Katar    | AB       | Chalpan Abdulnasir   |
| 34  | Katar    | AB       | Ayoub Al-Oui         |
| 37  | Katar    | AB       | Mohammed Ali Jamin   |
| 41  | Katar    | MF       | Youssef Saaed Ahmed  |
| 42  | Senegal  | AB       | Seydou Sano          |
| 90  | Katar    | AB       | Saifeldeen Fadlalla  |
| 95  | Katar    | TW       | Abdel Rahman Al-Ali  |
|     | Spanien  | ST       | Joselu               |
|     | Katar    | TW       | Amine Lecomte-Addani |
|     | Katar    | MF       | Andri Surdamanto     |

## Bekannte Spieler
- Nasch'at Akram
- Fabrice Akwá
- Sonny Anderson
- Marcel Desailly
- Otmane El Assas
- Sofiane Hanni
- A'ala Hubail
- Mohamed Hubail
- Bakari Koné
- Claudiu Keșerü
- Yunis Mahmud
- Alexandre da Silva Mariano
- Emad Mohammed
- Pius N’Diefi
- Wesley Sneijder
- Sebastián Soria
- Paulo Wanchope
- Hakan Yakin
- Anthony Yeboah
- Zé Roberto

## Trainer
- Josef Hickersberger (2001–2002)
- Christian Gourcuff (2002–2003)
- Bruno Metsu (2005–2006, 2011–2012)
- Wolfgang Sidka (2006–2007)
- Marcos Paquetá (2007, 2014–2015)
- Edmund Stöhr (2007–2008)
- Walter Meeuws (2008)
- Alain Perrin (2012–2013)
- Slaviša Jokanović (2019– )